# شعبان ابراهيم
شعبان إبراهيم هو لاعب رياضي مصري بارالمبي متخصص برياضة رفع أثقال بارالمبي. مثل بلاده مصر في دورة الألعاب البارالمبية الصيفية على مدار ثلاث مرات: في أعوام 2008 و2012 و2016. فاز بالميدالية البرونزية في كل مشاركة، حيث احرز الميدالية البرونزية في منافسات وزن 60 كجم للرجال في عام 2008، وفي منافسات وزن 67.5 كجم للرجال في عام 2012، وفي منافسات وزن 65 كجم للرجال في عام 2016.
ضمن بطولة العالم لرفع الأثقال 2014 التي أقيمت في مدينة دبي، الإمارات العربية المتحدة، احرز شعبان الميدالية البرونزية في مسابقة وزن 65 كجم للرجال. ايضاً في عام 2021، احرز الميدالية البرونزية في منافسات وزن 72 كجم للرجال في بطولة العالم لرفع الأثقال لذوي الاحتياجات الخاصة التي أقيمت في تبليسي، جورجيا.

## روابط خارجية
- شعبان ابراهيم في اللجنة البارالمبية الدولية